# Michail Michajlovič Kuznecov
Michail Michajlovič Kuznecov (in russo Михаил Михайлович Кузнецов?; 1791 – Pjatigorsk, 27 luglio 1856) è stato un generale russo.

## Biografia
Discendente da una famiglia cosacca, Michail entrò nel reggimento di cavalleria nel 1809.
Nel 1812 partecipò all'invasione napoleonica in Russia, prendendo parte alle Guerre napoleoniche. Nel 1831, quando era un colonnello, combatté in Polonia con i ribelli. Il 18 ottobre dello stesso anno fu promosso a maggior generale.
Al ritorno in Russia venne nominato comandante del reggimento Ataman e il 4 febbraio 1842 è stato dato il comando del reggimento cosacco. Nel 1843 fu promosso a tenente generale. Partecipò alla repressione della Rivoluzione ungherese del 1848.
Durante la Guerra di Crimea sconfisse i turchi sul Danubio.

## Morte
Il 30 aprile 1855 fu congedato dall'esercito a tempo indeterminato per motivi di salute. Andò alle acque minerali del Caucaso e morì a Pjatigorsk nel 1856.